# グスタフ・ディーズル
グスタフ・ディーズル（Gustav Diessl、1899年12月30日 - 1948年3月20日）はオーストリアの俳優。

## 出演作品
- パンドラの箱
- 怪人マブゼ博士
- SOS氷山
- コルベルク